# Márcio Mossoró
José Márcio da Costa, connu sous le nom de Márcio Mossoró, est un joueur de football brésilien qui évolue au poste de milieu de terrain à Göztepe SK depuis 2019

## Palmarès

### SC Braga
- Finaliste de la Ligue Europa en 2011
- Vainqueur de la Coupe de la Ligue en 2013

### Istanbul BB
Finaliste de la Coupe de Turquie : 2017